# Poa imbecilla
Poa imbecilla là một loài thực vật có hoa trong họ Hòa thảo. Loài này được Spreng. miêu tả khoa học đầu tiên năm 1807.